# Alfonso Camillo De Romanis
Alfonso Camillo De Romanis OESA (ur. 12 marca 1885 w Genazzano, zm. 18 stycznia 1950 w Ivi) – włoski duchowny rzymskokatolicki, augustianin, biskup, zakrystian papieski, wikariusz generalny Państwa Watykańskiego.

## Biografia
20 maja 1900 wstąpił do Zakonu Świętego Augustyna. 6 czerwca 1901 złożył śluby zakonne. 25 lipca 1907 otrzymał święcenia prezbiteriatu i został kapłanem swojego zakonu. 19 grudnia 1920 otrzymał doktorat z teologii. Mieszkał w różnych klasztorach augustiańskich: najpierw w Carpineto Romano, następnie w kolegium św. Moniki w Rzymie, kolegium św. Trójcy w Viterbo, gdzie przez dłuższy czas nauczał. Później powrócił do Rzymu, tym razem do klasztoru S. Maria del Popolo, a następnie klasztoru św. Stefana, gdzie był proboszczem. Następnie piastował urząd wiceproboszcza S. Agostino i proboszcza S. Prisca.
Prowadził działalność dydaktyczną z filozofii, fizyki, historii kościelnej, teologii i prawa kanonicznego. Wielokrotnie był mistrzem nowicjatu i definitorem rzymskiej prowincji augustianów. Był płodnym pisarzem esejów o tematyce pobożnościowej i historycznej, głównie dotyczącej jego zakonu. Był ceniony także jako kaznodzieja.
20 sierpnia 1937 papież Pius XI mianował go zakrystianem papieskim, wikariuszem generalnym Państwa Watykańskiego oraz biskupem tytularnym porphyreońskim (tradycyjnym biskupstwem zakrystianów papieskich). 5 września 1937 przyjął sakrę biskupią z rąk prefekta Świętej Kongregacji ds. Ceremoniału i dziekana Kolegium Kardynalskiego kard. Gennaro Granito Pignatelliego di Belmonte. Współkonsekratorami byli wiceregens Wikariatu Rzymskiego abp Luigi Traglia oraz biskup Nicosii Felice Agostino Addeo OESA.
Oba urzędy pełnił do śmierci 18 stycznia 1950.